# Лье (единица длины)
Лье (льё; фр. lieu, фр. lieue) — старинная французская единица измерения расстояния.
Как и морская миля, лье привязано к длине земного меридиана.
Разновидности лье:
- сухопутное — 4444,4 м (длина дуги 1/25 градуса земного меридиана; 4,16 версты);
- морское — 5555,5 м (длина дуги 1/20 градуса земного меридиана; 3 морские мили);
- почтовое — 3898 м (2000 туазов).